# Widukind
Widukind, en français Guiteclin, également connu sous le nom Widuking ou Wittekind, est un chef des Saxons et le principal adversaire du roi franc Charlemagne pendant la guerre des Saxons de 777 à 785.
Il est l'un des plus fermes opposants à la conquête franque et à la christianisation de son peuple, ce qui fait également de lui l'un des principaux adversaires que Charlemagne rencontre durant ses campagnes. Charlemagne prévaut finalement, organise la Saxe comme une province franque et ordonne la conversion des païens saxons au christianisme nicéen. Plus tard, Widukind devient un symbole de l'indépendance saxonne et une figure de légende - le Codex Wittekindeus lui aurait appartenu.

## Contexte
Au VIIIe siècle, le territoire saxon est bordé par la Thuringe au sud, la Rhénanie à l'ouest, les Slaves à l'est et la mer du Nord. À cette époque, trois peuples y cohabitent avec les Westphales de l'Ouest (Westfalen), voisins des Rhénans : les Angrivarii au centre (Angraren, « Angrivares »), les Estphales au sud-est (Ostfalen), voisins des Thuringes, et les Nordalbingiens au nord (Nordalbingen), voisins des Slaves. Tous sont adeptes de la mythologie germanique et descendent des peuples de l'ancienne Germanie.
À partir de 690 le prêcheur Willibrord d'Utrecht et beaucoup d'autres missionnaires chrétiens viennent évangéliser ces peuples.
À partir de 772, les Saxons attaquent la Thuringe : Charlemagne les repousse. Le roi franc emploie la force et la terreur pour soumettre les Saxons. Cette guerre, parée de légitimations religieuses (lutter contre le paganisme était un « devoir sacré ») détruisit systématiquement les lieux de culte comme l'Irminsul. « La destruction du célèbre sanctuaire païen d’Irminsul n’eut pour effet que de les inciter à se venger en brûlant les édifices religieux en Hesse ». La conquête se doubla d'une conversion forcée des habitants, Charlemagne instaure le capitulaire de partibus Saxonie. En septembre 774, les Saxons rompent leur promesse contrainte, reprenant leurs incursions en Hesse et en Rhénanie. Charlemagne, occupé en Italie, lance contre eux quatre fortes colonnes qui dévastent tout sur leur passage.
En 775, Charlemagne convoque les grands de son royaume à Quierzy et décide d'en finir avec l'indépendance saxonne en convertissant les Saxons au christianisme. « La loi du fer de Dieu » consiste à choisir entre le baptême ou la mort. Les Francs entrent en Westphalie. Les Ostphaliens et Angrariens se rendent sans la moindre résistance, tandis que les Westphaliens font subir des dommages importants à l'armée franque, jusqu'à l'arrivée du roi. Pour éviter d'être alors exterminés, ils se rendent et demandent la paix. Les Danois, alors connus sous le nom de Normands, attendent patiemment leur heure afin de reconquérir leurs territoires perdus, occasion qui se présente alors que Charlemagne retourne en Italie pour mater le duc de Frioul Rotgaud, en 776. Ils reprennent des territoires mais le retour rapide de Charlemagne les surprend et les oblige à capituler.

## Biographie
On sait très peu de choses sur la vie de Widukind. Son nom se traduit littéralement par « enfant de la forêt » (c'est-à-dire un loup), plus probablement un kenning qu'un nom propre. Toutes les sources à son sujet proviennent de ses ennemis, les Francs, qui peignent de lui une image négative, le représentant comme un « insurgé » et un « traître ». Widukind est considéré comme le chef de la résistance saxonne par les Francs. Son rôle historique s'inscrit dans le cadre des campagnes de Charlemagne contre les Saxons, qui ont lieu de 772 à 799 et que l'historien Pierre Riché a pu qualifier de « guerre de trente ans ».
Il épouse Geva, sœur de Siegfried, roi de Danemark, et d'Haithabu (Hedeby), ainsi que d'Halfdan, roi de Vestfold.
Comme son peuple, c'est un fidèle de la religion germanique durant le deuxième tiers du VIIIe siècle.

### Widukind contre Charlemagne de 777 à 785

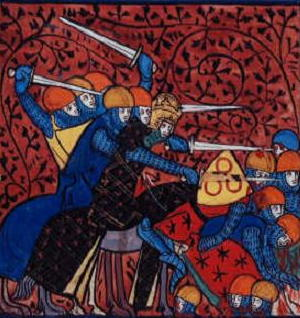
La guerre entre Charlemagne et les Saxons, représentation du XIIIe siècle.

En 777, l'absence de Widukind à une assemblée des Saxons convoquée par Charlemagne à Paderborn est fort remarquée. Les Saxons, réunis en tant que vassaux du roi, acceptent de se convertir au christianisme. Fuyant la Saxe après la victoire du roi des Francs, Widukind s'était réfugié au Danemark dont le peuple pratiquait la religion scandinave. En 778, de retour en Saxe alors que l'armée franque est mobilisée en Hispanie, il organise la résistance saxonne. Sous son influence, les Saxons païens menacent l'abbaye de Fulda et contraignent les moines à la fuite ; ces derniers doivent emporter avec eux les reliques de Boniface de Mayence.
Néanmoins, un parti pro-franc se développe au sein de l'aristocratie saxonne, Charlemagne souhaitant y instaurer l'institution comtale. Widukind profite un temps de la politique d'expansion territoriale franque, qui tient Charlemagne éloigné de Saxe. Une fois ce dernier revenu, en guise de répression, il organise le massacre par décapitation de 4 500 personnes, et réduit en esclavage 12 000 femmes et enfants parce qu'ils refusaient le baptême, à Verden sur la Weser en 782. Widukind se réfugie à nouveau chez ses voisins et se met sous la protection de « Sigfred roi des Danois ». Après cette victoire, Charlemagne réorganise la Saxe qui devient une province de son empire, et ordonne la conversion forcée des Saxons encore païens.
La plupart des « rebelles » ont été livrés à Charlemagne par les chefs saxons pro-francs, sauf Widukind, introuvable. Ayant à nouveau gagné le Danemark, celui-ci obtient le soutien des Frisons et des Danois établis au nord de l'Elbe. Les Francs sont battus par Widukind au mont Süntel, en 782. S'ils sont victorieux l’année suivante, ils doivent hiverner dans le pays de 784 à 785 pour venir à bout du soulèvement.
En 785, Charlemagne instaure en Saxe le capitulaire De partibus Saxoniæ : les païens doivent se convertir sous peine de condamnation à mort. Les Wendes, voisins slaves des Saxons à l'est et adeptes de la religion slave, se joignent alors à la rébellion, désormais clairement orientée contre l'Église franque. Widukind convainc ses partisans de piller les églises et de massacrer les Francs, au nom des dieux germaniques : les rebelles forcent Willehad, premier évêque de Brême, à abandonner son œuvre missionnaire. Beaucoup de Francs qui s'étaient installés en territoire saxon sont exterminés.

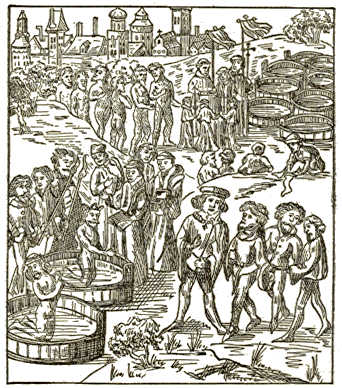
Charlemagne obligeant les Saxons à être baptisés.

Les sources font alors défaut sur le détail des actions de Widukind : il aurait accepté de se rendre contre la promesse de ne pas être tué. Voyant qu'il devait gagner son soutien, Charlemagne l'aurait persuadé de se convertir. De fait, Widukind reçut le premier le sacrement avec plusieurs de ses hommes, lors d'une cérémonie de baptême collectif en 785, à Attigny (Ardennes). Charlemagne lui-même fut son parrain. Mais, même après leur conversion, les Saxons ont continué pendant longtemps à pratiquer en parallèle leurs cultes et coutumes anciennes. En tout cas, la Saxe semble alors pacifiée, et, de fait, les Saxons se tiendront tranquilles pendant huit ans, jusqu'en 792.

### Widukind après sa conversion

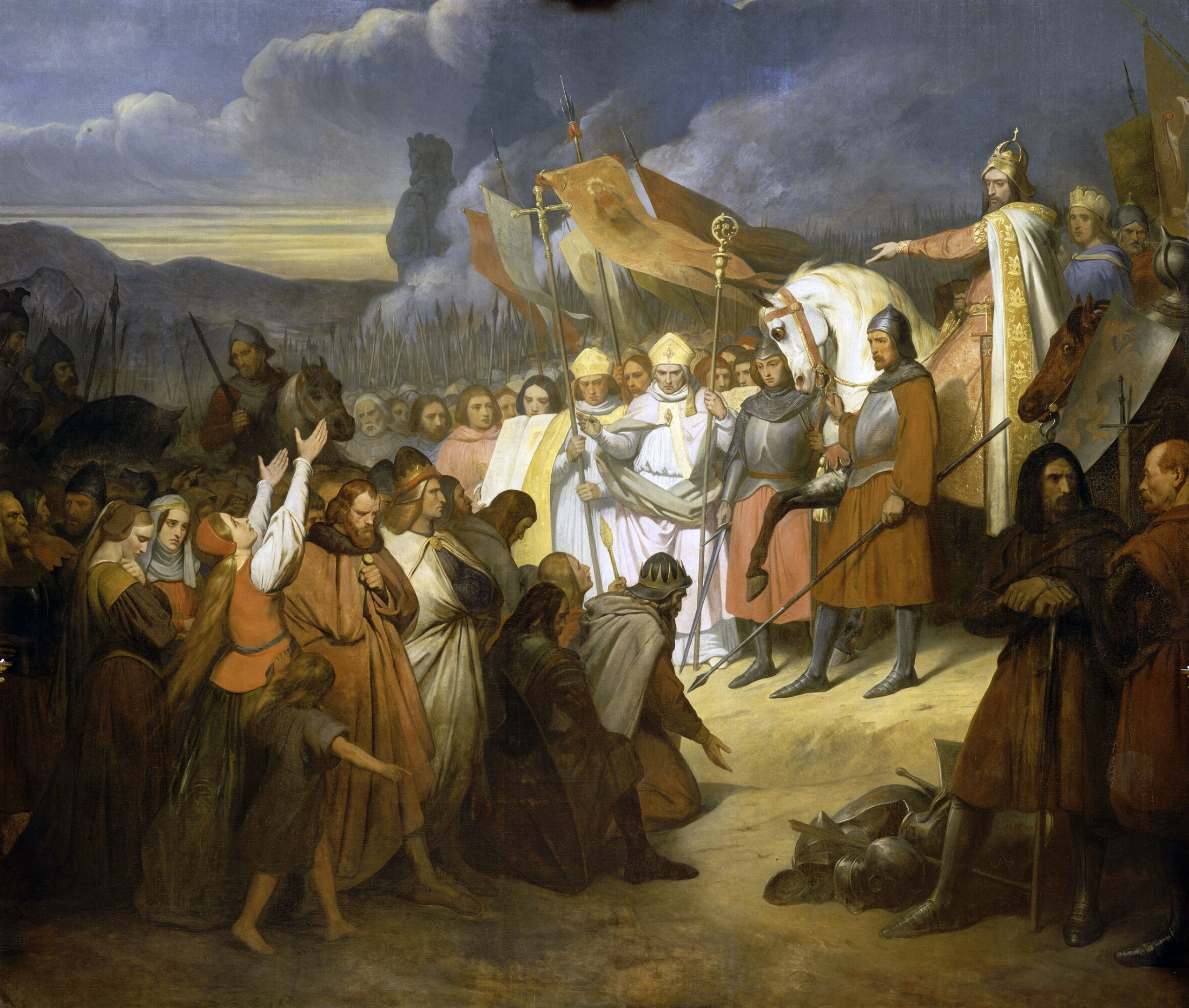
Ary Scheffer, Charlemagne reçoit la soumission de Widukind à Paderborn (1840).

C'est pendant cette période que Widukind, après sa conversion, demande à Waltger (de) (Wolderus, v. 725-825 - canonisé au XIe siècle) de fonder un monastère pour l'éducation des filles de la haute noblesse saxonne à Müdehorst (de) (de nos jours intégré dans la ville de Bielefeld). Ce fut chose faite en 789, et le monastère fut ensuite transféré, vers 800, à Herivurth (aujourd'hui Herford) au confluent de l'Aa (rivière de Westphalie) et de la Werre.
Charlemagne prend des mesures sévères — par le capitulaire « de Partibus Saxoniæ » (787) —, obligeant les Saxons à respecter les chrétiens et à se convertir au christianisme sous peine de mort. Cette conquête religieuse de la Saxe va provoquer de nouveaux soulèvements, les missionnaires francs utilisant souvent des forces armées pour parvenir à leurs fins.

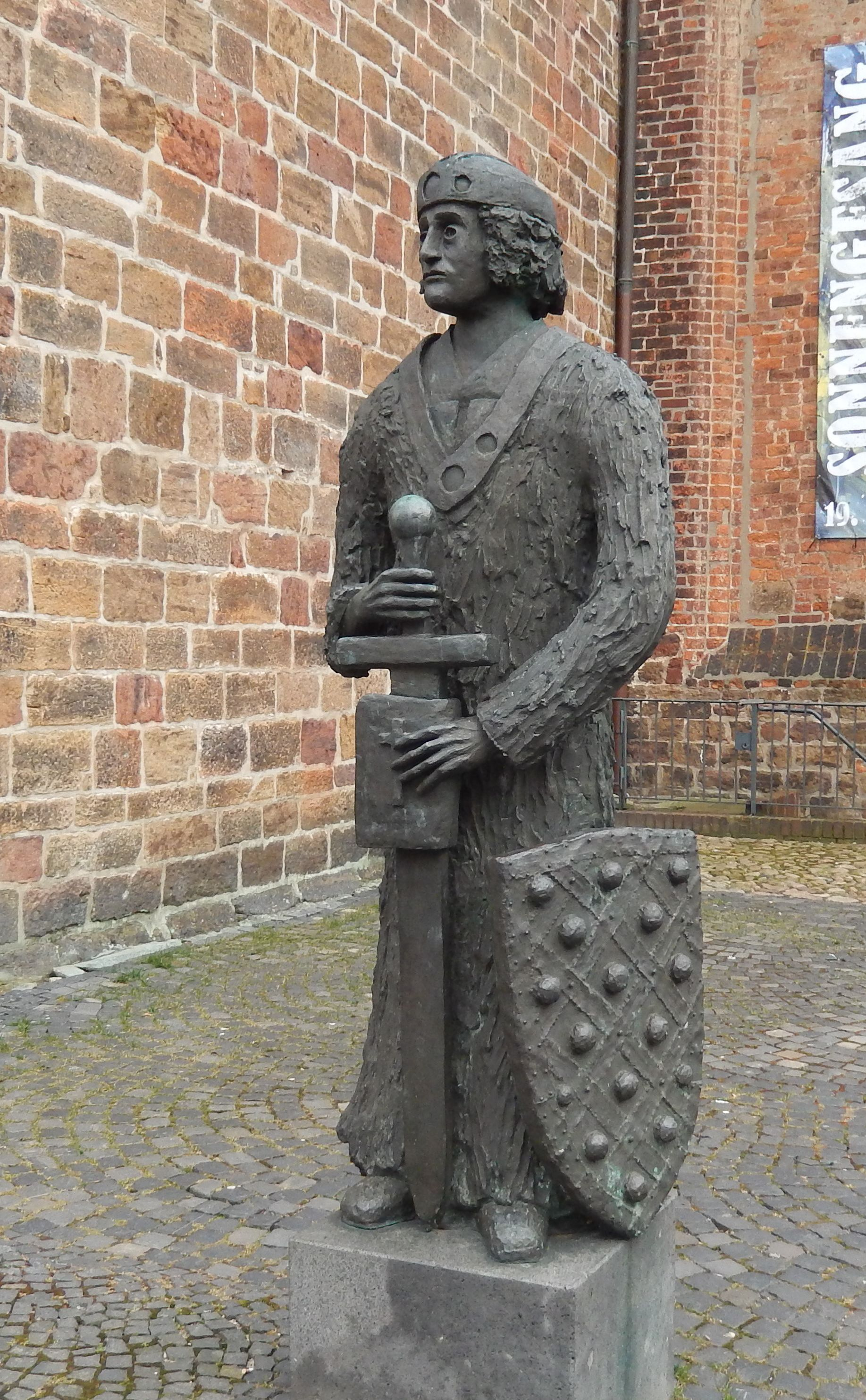
Sculpture représentant Widukind, à Nienburg/Weser, en Allemagne.

Dans les années 792 à 795, des Saxons se soulèvent à nouveau, refusant le capitulaire. Widukind fuit une nouvelle fois au Danemark et se place sous la protection du roi viking Godfred, le successeur de Sigfred. Selon Jean Mabire, Widukind devient le beau-frère de Godfred en épousant sa sœur Geva de Westfold, une princesse norvégienne. Les rebelles saxons demandent l'aide des Frisons, leurs voisins du Nord, eux aussi païens, et des Avars tengristes, déjà en lutte contre Charlemagne. Ils abjurent le christianisme, pillent les églises, traquent les chrétiens et réhabilitent le culte germanique. Devant la tournure que prennent les évènements, le roi franc doit, en 794, revenir en Saxe. Il divise son armée en deux, une partie sous ses ordres, l'autre sous ceux de son fils Charles le Jeune. Charlemagne entre en Thuringe et Charles en Westphalie. Les rebelles se rendent sans combat et jurent fidélité au roi.
L'année suivante, Charlemagne et son armée traversent la Saxe jusqu'à l'Elbe, pillant au passage. Le prince danois attaque les Abodrites, un peuple slave allié de Charlemagne, relève le Danevirke puis, vers 810, lance 200 navires sur la Frise. Si la pacification de la Saxe dure encore plusieurs années (elle s'achève officiellement à Paderborn, en 799), Widukind ne prend plus part aux combats sporadiques — qui durent jusqu'en 804 — après cette date. Il meurt le 7 janvier 810. L'historien Pierre Bauduin explique que « la crainte inspirée par la conquête du pays [la Saxe] et la brutale soumission de ses habitants eut sans doute sa part dans le mouvement d'expansion viking », hypothèse déjà formulée par Lucien Musset.
Plus de mille ans après sa mort, un monument en hommage à Widukind fut érigé, en 1899, à Herford, dans le Nord-Ouest de la Westphalie, œuvre en bronze du sculpteur berlinois Heinrich Wefing (de). Détruit par les nazis pendant la Seconde Guerre mondiale, en 1942, pour en récupérer le bronze, il a depuis été reconstruit, signe de l'attachement des Allemands aux personnages emblématiques de leur histoire.

## Mariage et descendance

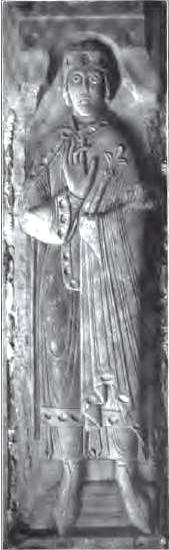
Épitaphe romaine de Widukind dans l'église d'Enger, en Allemagne.

Widukind épouse vers 773 Geva, sœur de Sigurd, roi de Haithabu, l'un des petits royaumes norvégiens qui existaient avant l'unification de la Norvège par Harald Ier à la belle chevelure. De ce mariage on ne connaît qu'un seul enfant, Wigbert, dont rien ne permet d'affirmer qu'il fut duc de Saxe. Wigbert, marié à Ourada, est le père du comte Waldbert, qui reçut des terres de Louis le Germanique en 859 et fonda avec son épouse Aldburge une église à Wildeshausen en Basse-Saxe. Ils sont les parents de Wigbert, évêque de Verden de 874 à 908.
Wigbert, fils de Widukind, ne doit pas être confondu avec Egbert, fils de Bruno, comte nommé en Saxe en 834 par l'empereur Louis le Pieux.
Par sa descendante directe Mathilde de Ringelheim, il est l'ancêtre d'Otton le Grand, successeur lointain de l'empire de Charlemagne.

## Postérité
Widukind devint par la suite une sorte de « héros national ». Au Moyen Âge, on pensait qu'il était enterré à Enger, près de Herford, où un reliquaire daté du IXe ou du Xe siècle porte son nom.
La fin du Moyen Âge le glorifie comme héros germanique, voire l’un des ancêtres des principales dynasties allemandes. La famille italienne des del Carretto (et sa supposée branche française sans liens généalogiques prouvés, de Charette) prétendait descendre du héros.
À l'époque nazie, Widukind (qui fascinait Heinrich Himmler) sera le sujet d'une pièce de théâtre fortement anti-chrétienne, Wittekind, œuvre d'Edmund Kiss.

### Télévision
- Charlemagne, le prince à cheval, téléfilm franco-italo-germano-luxembourgeois en trois parties, réalisé par Clive Donner, et diffusé la première fois sur France 2 en 1993, avec Helmut Griem dans le rôle de Widukind.